# Артавазд I (царь Великой Армении)
Артава́зд I (арм. Արտավազդ Ա) — царь Великой Армении (160—115 до н. э.), старший сын Арташеса I.
Унаследовав отцу, Артавазд I продолжил основную политическую линию последнего на внешние завоевания и укрепление государства. 
Ближе к концу своего правления вел борьбу с парфянами за гегемонию в регионе, нанеся им ряд поражений и потеснив парфян на момент вступления на трон Парфии царя Митридата II .
После восхождения на престол последнего в 120 году до н. э. армяне столкнулись с перешедшими в контрнаступление парфянскими силами, которые хоть и не достигли решающего успеха, но, по сообщению римского писателя Юстина, пленили одного из армянских принцев (вероятно, племянника Артавазда) и будущего царя — Тиграна. 
Артавазд I умер в 115 году до н. э., не оставив прямых наследников. Трон перешёл к брату Тиграну I.